# Alfred de Richemont
Pour les autres membres de la famille, voir Famille Panon Desbassayns de Richemont.
Alfred de Richemont, ou Alfred Paul Marie Panon Desbassayns, Vicomte de Richemont, né le 6 avril 1857 à Paris où il est mort le 25 janvier 1911, est un peintre et illustrateur français.

## Biographie
Alfred Paul Marie Panon Desbassayns est le fils d'Alfred Panon Desbassayns et d'Athénaïs Eudoxie Julie Séraphine Antoinette de Renty.
Élève d'Émile Bin, Albert Maignan, Alexis Douillard et Michel, il expose au Salon de 1880 à 1909 et devient membre de la Société des artistes français en 1883.
Il obtient une mention honorable en 1884, une médaille de troisième classe en 1886, une médaille de bronze à l'Exposition universelle de 1889, une médaille de première classe en 1890 et une médaille d'or à l'Exposition universelle de 1900,.
En 1890, il épouse Marthe Marie Peltier.
Il réalise des peintures religieuses, de paysages, et illustre de ses dessins Richard en Palestine, traduction de M.P Lousy d'après Walter Scott (en 1892), la Vie populaire illustrée de sainte Germaine Cousin par F. L. Comire (en 1893), et une édition de Madame Bovary de Gustave Flaubert (en 1905).
Il est élevé au rang de chevalier de la Légion d'honneur en 1894.
Le 4 mai 1897, lors de la vente organisée par le Bazar de la Charité, sa sœur, Lydie Panon Desbassayns de Richemont, épouse de Léon de Gosselin, et sa nièce, Agnès de Gosselin, comtesse Mimerel, sont victimes de l'incendie.
En 1907, il propose au Salon Prisonniers arabes ; l'heure de la soupe.
Il meurt à son domicile de l'avenue de Villiers à l'âge de 53 ans. Il est inhumé le 27 janvier 1911 au cimetière du Père-Lachaise.
Une exposition rétrospective de ses œuvres a lieu au Salon de 1911.

## Œuvres dans les collections publiques
- États-Unis :
  - Saint-Louis : La Charité de saint Yves[3]
- France :
  - Amiens, Musée de Picardie : Les Moines servis par les Anges[3]
  - Angers, Musée des Beaux-Arts : Légende de sainte Marie de Brabant[3]
  - Cholet, Musée d'Art et d'Histoire : Autour du berceau ; Le vieux vagabond[3]
  - Lille, Palais des Beaux-Arts : Les Crêpes[11]
  - Nantes, Musée d'Arts :
    - La Procession[12]
    - Procession. Bretons en prière[13]
    - La barque en péril. Vierge au gouvernail[14]
    - Breton en prière[15]
    - La procession. Jeune femme sur une civière[16]
    - L'apparition de la Vierge[17]

  - Orléans, Musée des Beaux-Arts : L'ensevelissement de sainte Cécile[3],[18]
  - Paris, Musée d'Orsay : Le Rêve[19]
  - Pau, Musée des Beaux-Arts : Sacrifice[20]
  - Saint-Firmin-des-Bois, Église Saint-Firmin : La légende de sainte Notburge[21]
- Tunisie :
  - Tunis : Enrôlements volontaires[3]

## Œuvres exposées aux Salons parisiens
- Etude, au Salon de 1880
- Le moine, au Salon de 1880
- Un coin d’église, à Dieppe, au Salon de 1881
- Une cave pendant le bombardement ; épisode du siège de Paris, au Salon de 1883[22]
- Réfugiés ; affiche du 18 janvier 1871, au Salon de 1884[23]
- Les enrôlements volontaires, en 1870, au Salon de 1885[24]
- Légende de sainte Marie de Brabant (1290), au Salon de 1886
- Sainte Cécile, martyre, au Salon de 1888
- Le lendemain de Rocroy, au Salon de 1889
- Le rêve, au Salon de 1890
- Sacrifice, au Salon de 1892
- Vexilla regis prodeunt ; Fulget crucis mysterium, au Salon de 1892
- Les moines servis par les anges, au Salon de 1894
- Méditation, au Salon de 1895
- Légende de sainte Notburge ; panneau décoratif, au Salon de 1895
- Derniers rayons, au Salon de 1896
- Autour du berceau, au Salon de 1897
- Un "Te Deum", au Salon de 1899
- La charité de saint Yves, au Salon de 1900
- Les crêpes, au Salon de 1901
- Maternité, au Salon de 1902
- L’Encens, au Salon de 1903
- Prisonniers arabes ; l'heure de la soupe, au Salon de 1907
- Procession de la Vierge miraculeuse en Bretagne, au Salon de 1908
- La Sœur Rosalie reconnue et acclamée dans un quartier populeux de Paris, après l'épidémie de 1832, au Salon de 1909

## Élèves
- Henri Alphonse Barnoin (1882-1940)
- Paul Pascal